# Christian Willisohn
Christian Willisohn (* 22. Januar 1962 in München) ist ein deutscher Blues-Pianist und Sänger.

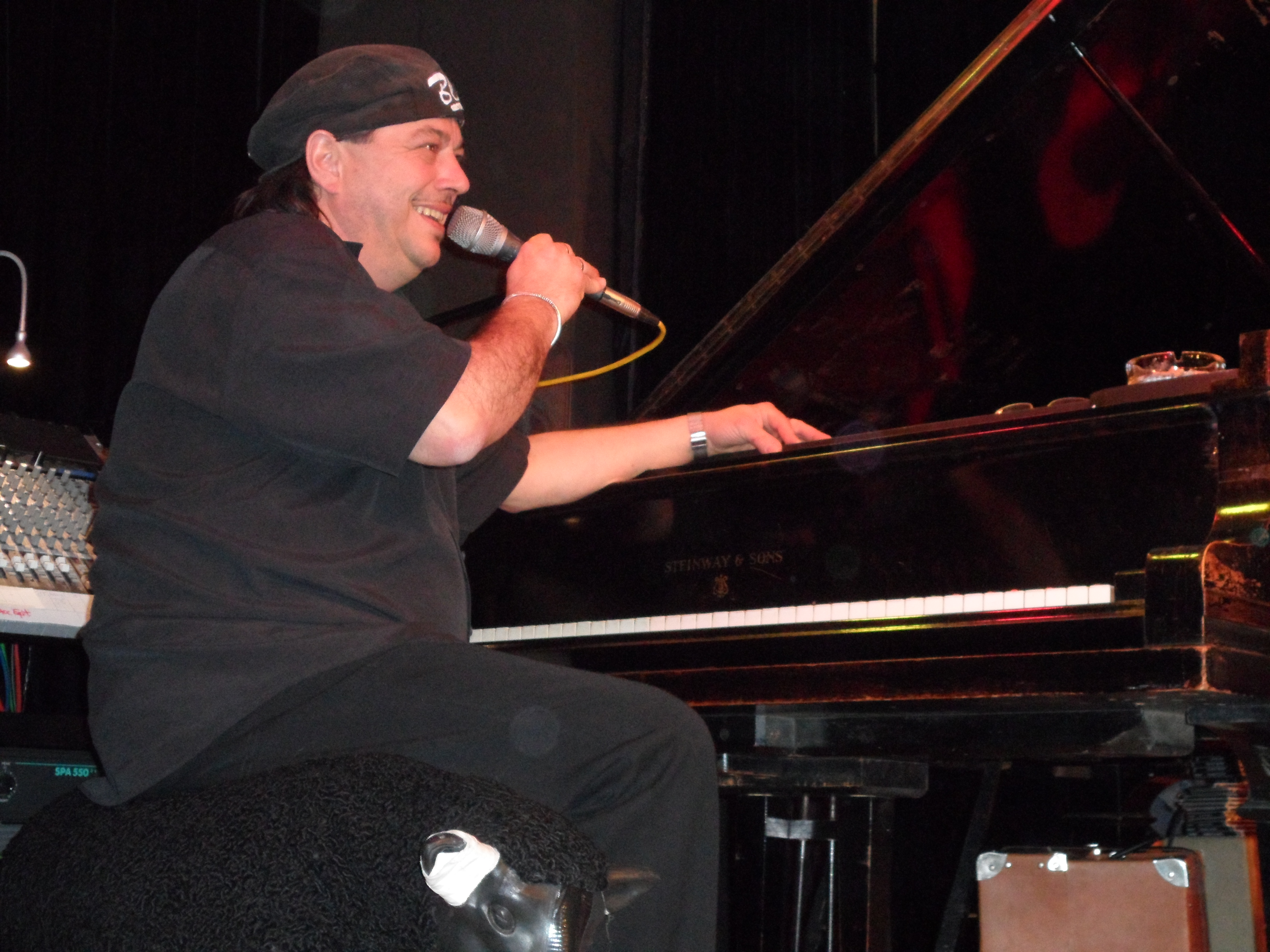
Beim Konzert am 50sten Geburtstag, Incontri, Rohrbach/Ilm

## Leben und Werk

### Leben mit der Musik
Seine musikalische Laufbahn begann 1980 in Münchener Clubs; 1986 gab er seinen Beruf als Steinmetz und Bildhauer auf. 1987 spielte er mit Zora Young zum ersten Mal in den USA. Seither spielte er mit vielen internationalen Blues-Musikern. Heute tritt er in ganz Europa auf mit Klassikern und Eigenkompositionen mit Texten seiner Frau, Alexandra Mayer.
1988 begann die langjährige, erst durch ihre tragische Krankheit beendete Zusammenarbeit mit Lillian Boutté. Seit 1992 arbeitet er mit dem niederländischen Saxophonisten Boris Vanderlek zusammen. 1995 produzierte er mit Prof. Herbert Wiedemann von der Hochschule der Künste Berlin ein Lehrbuch für Blues & Boogie-Piano. 1996 gründete er mit dem Klavierbaumeister Rainer Schmidt das Label Art By Heart.
2003 begründete er mit seinem Auftritt beim B&B Rhythm'n'Blues Festival in Halle (Westfalen) den Erfolg der Festivalreihe.
2008 und 2009 begleitete er die „Sea Cloud II“ mit Konzertreisen von Hamburg nach St. Petersburg, bzw. von Neapel nach Venedig. Die Band „Southern Spirit“ formierte sich im Herbst 2010 neu um ihn mit Boris Vanderlek (tenor saxophone), Titus Vollmer (guitar, vocal); Peter Kraus (drums, vocal), Matthias Engelhardt (bass).
Er besitzt die Fähigkeit, mit seiner Musik stets eine Brücke von Jazz und Blues bis in die Klassik und zu anderer Musik zu schlagen. Im Zusammenspiel mit seiner Band und anderen Musikern beweist er sich als guter Mannschaftsspieler, der es gerne sieht, wenn auch seine Kollegen glänzen können.
Im Rahmen des Kultursommers Rohrbach a.d. Ilm gab er nach der Corona-Pause am 3. Juli 2022 sein erstes Open-Air-Konzert.
Für Ende November 2024 plante er mit sechs Abenden die Blues & Gospel Night 2024 mit Yolanda Robinson, der Blues-, Gospel- und Jazzsängerin aus New Orleans und Tochter der Jazzsängerin Topsy Chapman.

### Filmmusik
Filmscore für „Der Sonnenstratege“ in Zusammenarbeit mit Titus Vollmer

### Alben
- 1990 Boogie Woogie and some Blues
- 1991 Lipstick Traces, mit Lillian Boutté und The Fats Domino Rhythm Section
- 1994 Blues News, mit Boris Vanderlek
- 1995 Blues On The World, Christian Willisohn Trio
- 1996 Heart Broken Man, Christian Willisohn Band
- 1997 Come Together, mit Lillian Boutté
- 2000 Live at Marians
- 2004 Hold On
- 2004 Otto Krause hat den Blues, mit Jacques Berndorf
- 2007 Live at Dixieland Jubilee
- 2009 Samiras Blues, mit Jacques Berndorf
- 2011 Back in the limelight, mit Boris Vanderlek
- 2012 30 years of Blues
- 2012 Nuttenbunker, mit Jacques Berndorf, der Titel ist der Spitzname des Niebuhr-Hochhauses an der Reeperbahn